# Ремпловање
Ремпловање је техника гурања противника приликом одузимања лопте на начин допуштен правилима фудбалске игре.

## Како се изводи
Ремпловање се изводи када играч који покушава да узме лопту, трчи упоредо са противничким играчем у поседу лопте. Радња се изводи наслањањем на противника гурањем раменом, пре одузимања или приликом одузимања лопте.

## Ко може да ремплује
За успешно ремполовање потребна је брзина и снага онога ко покушава да презме лопту.